# Cubatyphlops anchaurus
Cubatyphlops anchaurus är en ormart som beskrevs av Thomas och Hedges 2007. Cubatyphlops anchaurus ingår i släktet Cubatyphlops och familjen maskormar. Inga underarter finns listade i Catalogue of Life.
Denna orm förekommer vid Kubas östra udde. Arten lever i låglandet och den vistas i halvtorra landskap. Honor lägger ägg.
Regionen där arten lever är en skyddszon. Kanske påverkas arten negativ av orkaner. IUCN listar arten med kunskapsbrist.